# Випробовування пластів
Випробовування пластів (рос. опробование пластов; англ. testing of producing horizons, seam testing, formation testing; нім. Förderhorizonttest m) — визначення меж продуктивного інтервалу нафтогазоносного пласта, його нафтогазонасиченості, а також величин пластового тиску і температури; проводиться головним чином у процесі буріння розвідувальних свердловин на нафту і газ до опускання обсадної колони. 

## Загальний опис
Випробовування пластів здійснюється з допомогою відбирання пластового флюїду каротажним випробувачем, який опускається у свердловину на кабелі-канаті, або випробувачем, який скидається в бурильні труби. Поряд з таким В.п. в процесі буріння свердловин проводиться також випробовування пластів (в основному до опускання обсадної колони, винятком є випадки випробувань у обсаджених свердловинах, пробурених у нестійких гірських породах, або дорозвідки вище розміщеного пласта, не випробуваного в процесі буріння), які здійснюються з допомогою випробувачів пластів, що опускаються у свердловину на бурильних або насосно-компресорних трубах. 
За результатами випробовування пластів визначають коефіцієнти проникності гірських порід у привибійній і віддаленій від свердловини зонах пласта, коефіцієнти гідропровідності і п'єзопровідності, пластові тиск і температуру, розрахунковий коефіцієнт продуктивності пласта та ін. У процесі випробування пласта збуджують приплив рідини (газу) з привибійної зони у свердловину, здійснюють відбирання пластового флюїду і проводять гідродинамічні дослідження пласта. Для цього використовують випробовувачі пластів марки КВІ (комплект випробовувального інструменту), багатоциклові випробовувачі пластів марки БВГ (багатоцикловий випробовувач гідравлічний), випробовувачі американських фірм «Jonston», «Halliburton» і «Lynes».